# IJsselmuiden

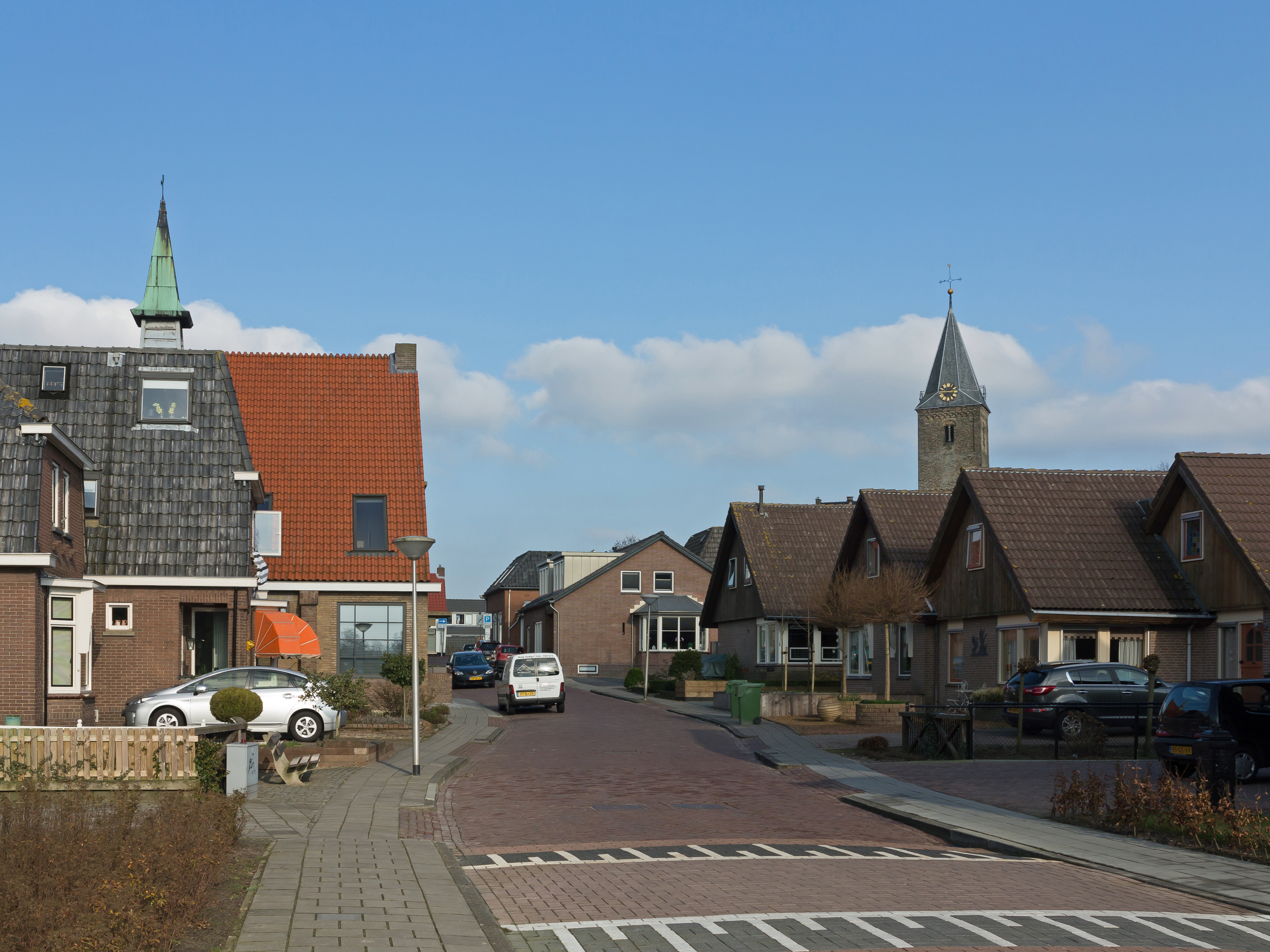
Les tours de deux églises protestantes

IJsselmuiden est un village situé dans la commune néerlandaise de Kampen, dans la province d'Overijssel. Le 1er janvier 2006, le village comptait 10 310 habitants.
Le 1er janvier 2001, la commune d'IJsselmuiden est rattachée à la commune de Kampen.